# Norrån, Huddinge kommun

Norrån är ett vattendrag i kommundelen Myrängen-Högmora i Huddinge kommun som utgör Ågestasjöns utflöde till sjön Magelungen. 
Ån är cirka 500 meter lång och är en viktig länk mellan den sydöstra delen av Tyresåns sjösystem med sjöarna Orlången, Trehörningen och Kvarnsjön med den norra delen med de stora sjöarna Magelungen och Drevviken. Över Norrån leder två broar, dels för Ågestavägen (där trafiken går idag), dels för Länsvägen som är den äldre bron (numera avstängd för fordonstrafik). Längs Norråns västra sida sträcker sig Norråvägen. Att Norråvägen en gång var en viktig färdled intygar den runsten (Södermanlands runinskrifter 301) vars fragment är uppställd i korsningen Norråvägen / Runstensvägen.

## Bilder

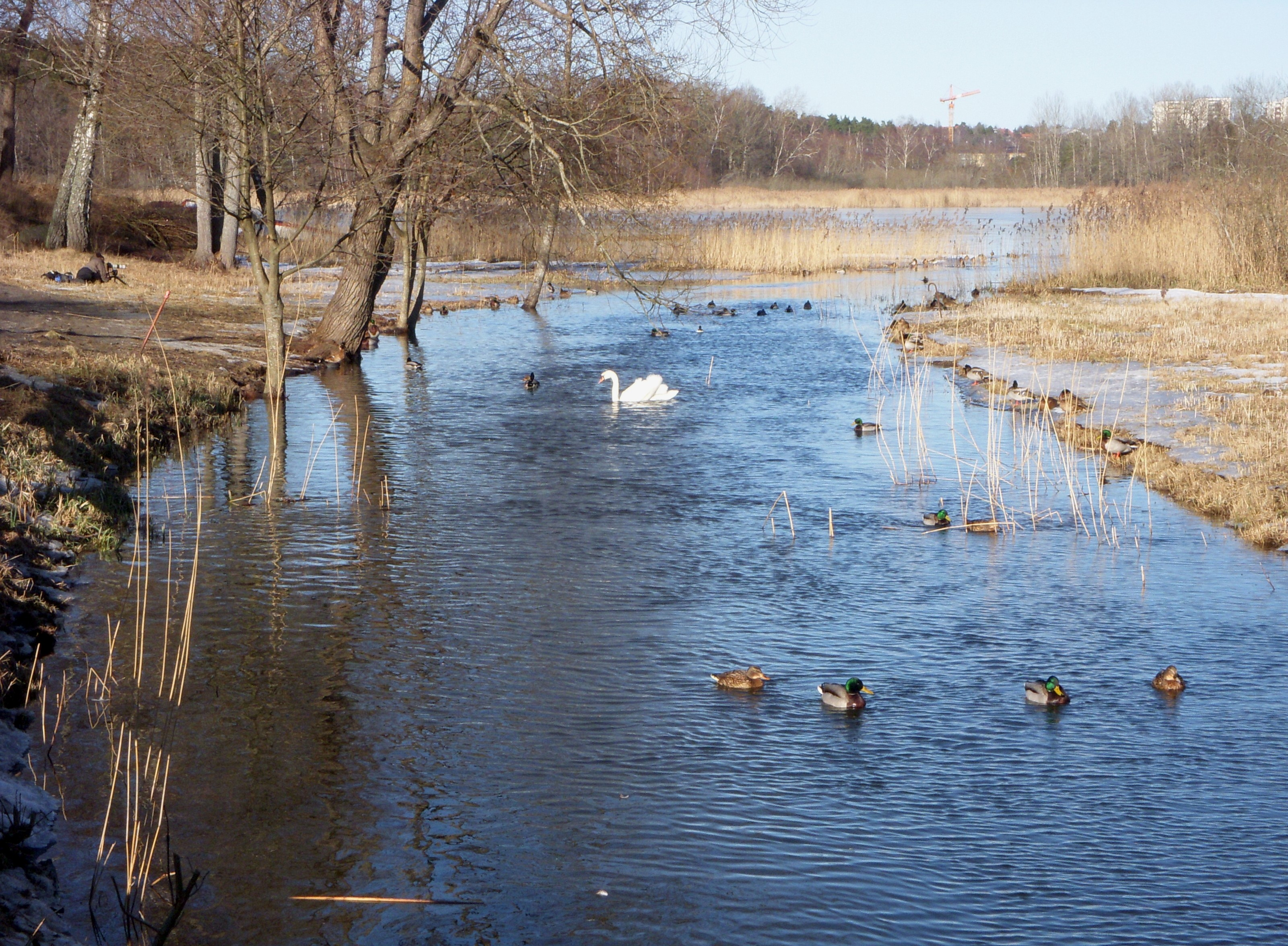
Norrån, vy mot Magelungen på våren
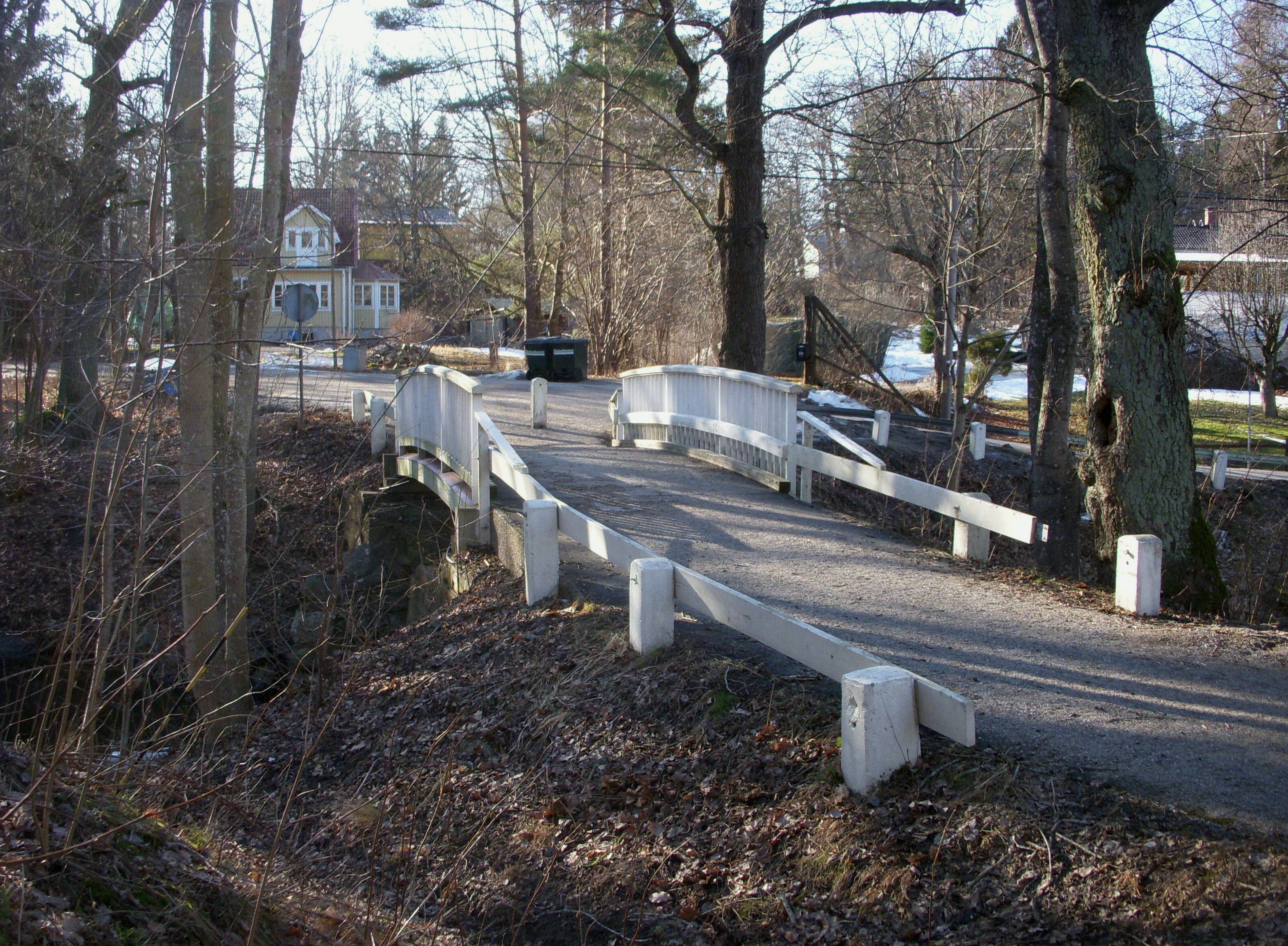
Gamla bron över Norrån
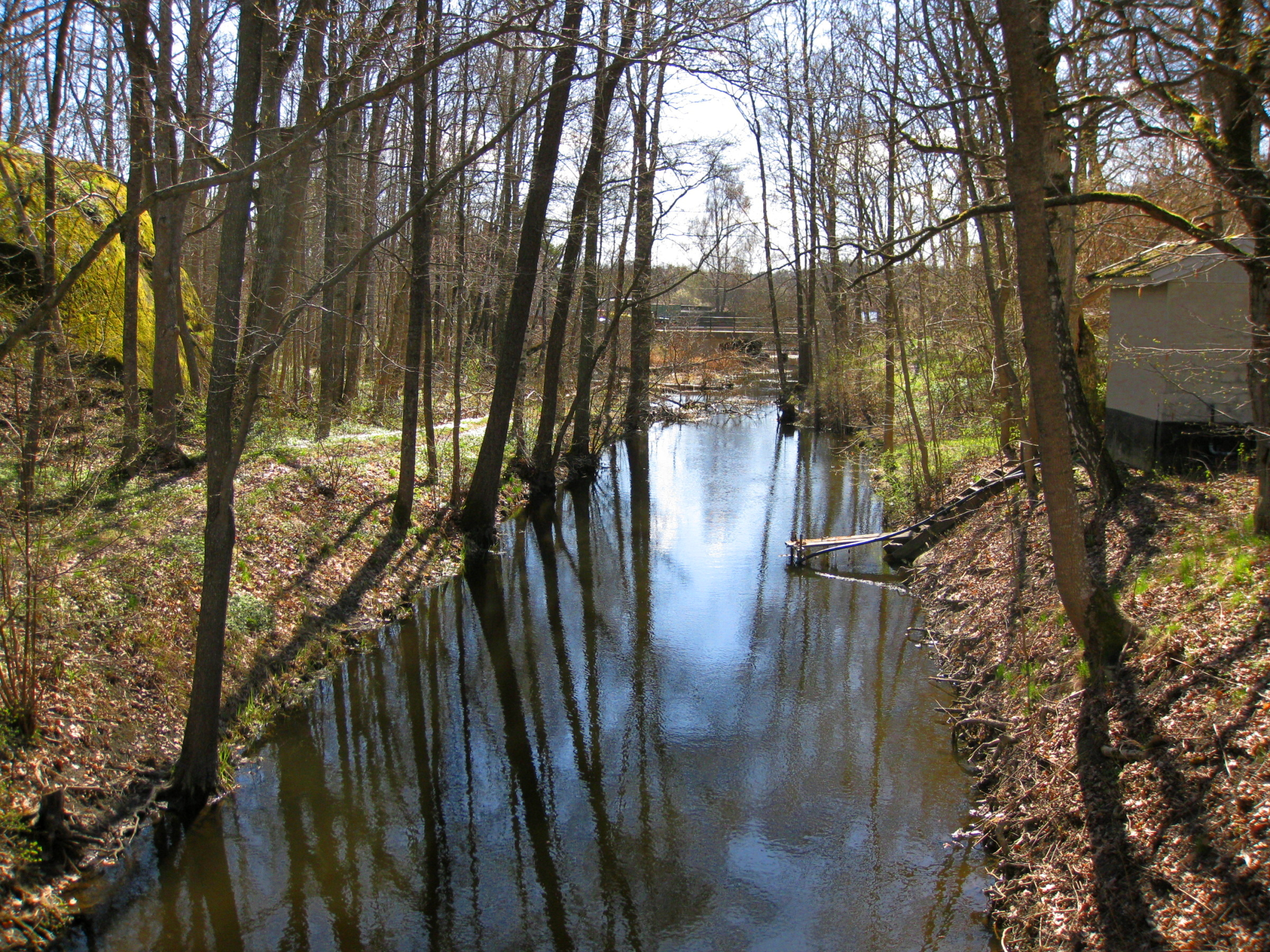
Norrån, vy mot Ågestavägen och Ågestasjön
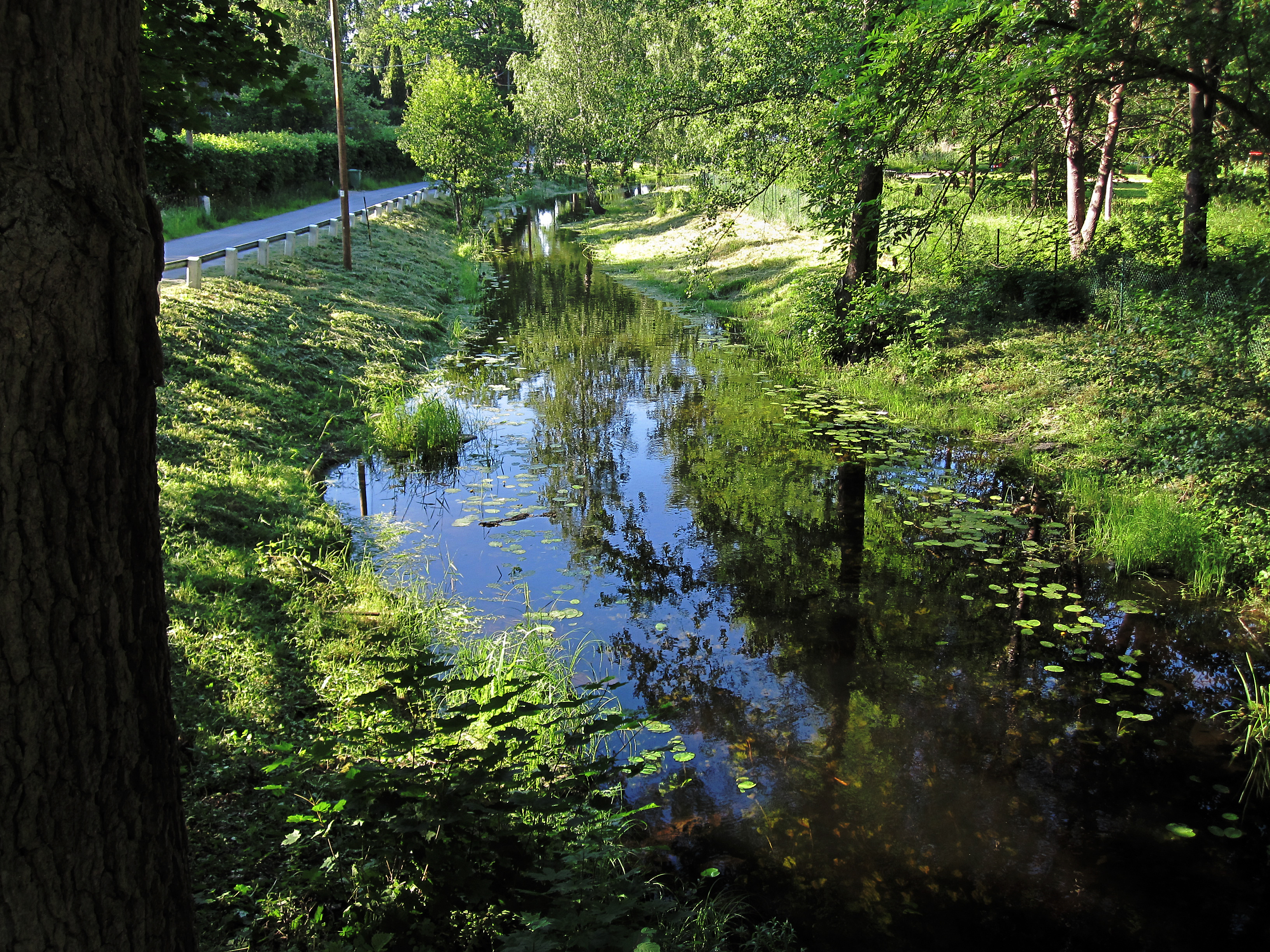
Norrån, vy mot Magelungen på sommaren